# Atlas (mytologi)
 For alternative betydninger, se Atlas. (Se også artikler, som begynder med Atlas)
Titanen Atlas var søn af Iapetos og havnymfen Klymene. Han blev dømt til at bære himlen på sine skuldre, fordi han deltog i krigen mod Zeus.
På det tidspunkt, hvor Herakles skulle hente hesperidernes æbler, kom han forbi Atlas, som tilbød at hente dem for ham, hvis han bare ville bære himlen, mens han var væk. Da Atlas kom tilbage med æblerne, foreslog han, at Herakles kunne blive ved med at bære himlen, da han var så god til det. Helten lod, som om han syntes, at det var en god ide og spurgte, om Atlas ikke kunne holde himlen, mens han strakte sine skuldre og narrede derved Atlas til at genoptage sin evige straf.
Nymfen Kalypso, der optræder i Homers Odysseen, er datter af Atlas.
Atlas siges desuden at være en af kongerne i sagnlandet Atlantis.

## Nutidig brug
Atlas-figuren har været anvendt som logo af flere virksomheder, bl.a. den danske maskinfabrik Atlas A/S og ejendomsselskabet M. Goldschmidt Holding A/S. Sidstnævntes logo er baseret på en skulptur, Atlas bærende Himmelkuglen paa Skuldrene, som i 2010 blev opstillet i anlægget mellem Grønningen og Store Kongensgade i København foran firmaets hovedsæde.
Figuren bruges endvidere af tilhængere af Ayn Rand's filosofi, som en reference til hendes roman "Og verden skælvede" (Org. "Atlas Shrugged").

## Ekstern henvisning
- Wikimedia Commons har flere filer relateret til Atlas (mytologi)